# Тонк (округ)
Тонк (англ. Tonk) — округ в индийском штате Раджастхан. Расположен на северо-востоке штата. Образован в 1948 году. Разделён на 7 подокругов. Административный центр округа — город Тонк. Согласно всеиндийской переписи 2001 года население округа составляло 1 211 671 человек. Уровень грамотности взрослого населения составлял 52 %, что ниже среднеиндийского уровня (59,5 %).